# Энергетика Никарагуа
Энергетика Никарагуа - это одна из отраслей экономики Никарагуа.

## История

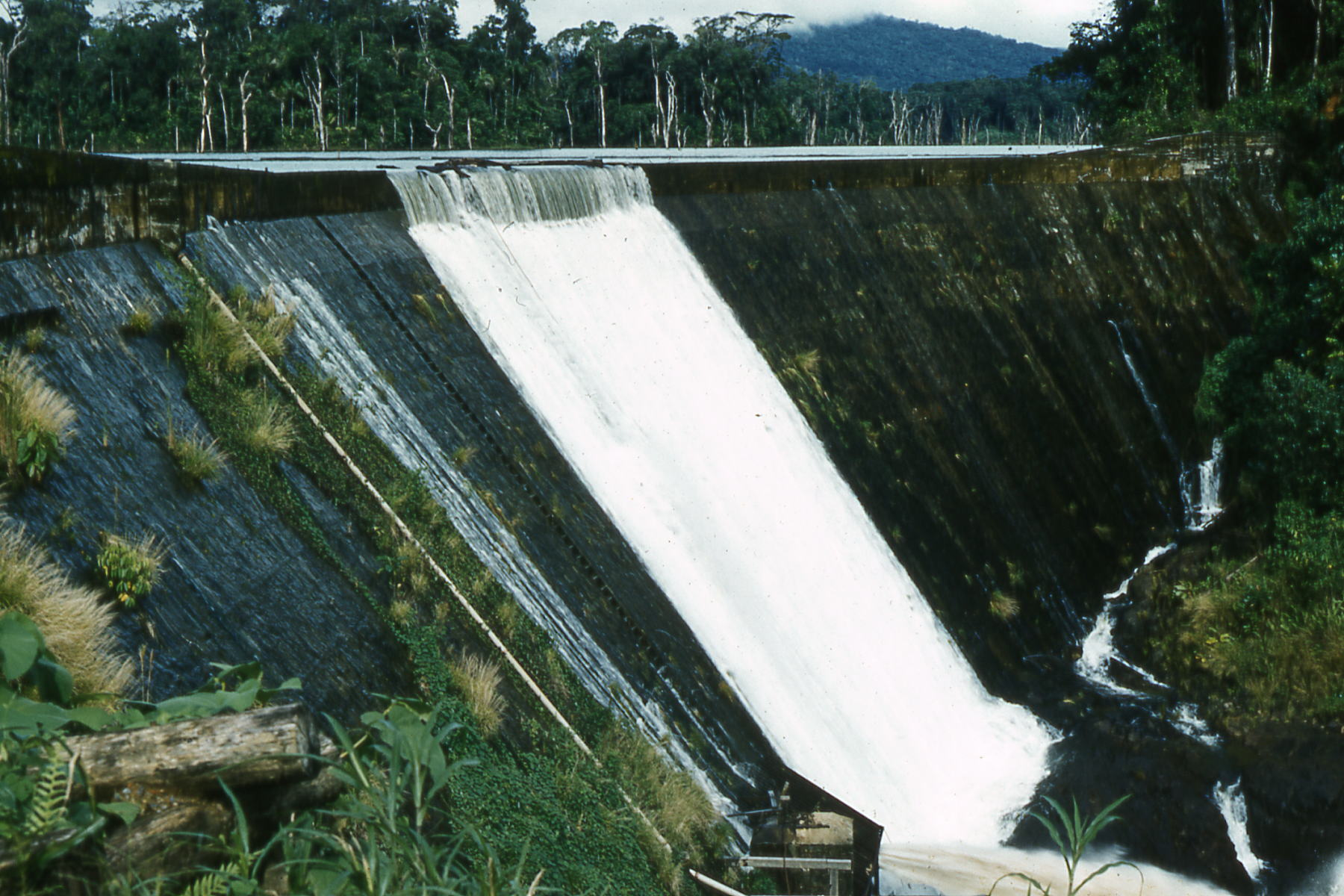
дамба гидроэлектростанции в районе Сиуна (начало 1960-х годов)

Электрическое освещение в столице страны (городе Манагуа) имелось уже в 1927 году.
В 1951 году производство электроэнергии в стране составляло 72,8 млн кВт*ч.
В 1956 - 1957 годы установленная мощность электростанций страны составляла 33 тыс. кВт, производство электроэнергии - 111 кВт*ч. В 1957 году в Манагуа началось строительство электростанции мощностью 30 тыс. кВт.
В 1960 году установленная мощность электростанций страны составляла около 40 тыс. кВт.
В 1967 году установленная мощность электростанций страны составляла 160 тыс. кВт, производство электроэнергии составляло 400 млн кВт*ч.
В 1970 году установленная мощность электростанций страны составляла 170 тыс. кВт (при этом, треть электроэнергии производилась на гидроэлектростанциях), производство электроэнергии составляло 615 млн кВт*ч.
После сильного землетрясения в Манагуа 23 декабря 1972 года столичная система электроснабжения была повреждена, но в 1975 году установленная мощность электростанций страны составляла 262 тыс. кВт, производство электроэнергии составляло 699 млн кВт*ч.
После победы Сандинистской революции 19 июня 1979 года энергетика страны была национализирована. С целью уменьшить зависимость страны от импорта нефти и сократить государственные расходы, в 1979 году начались проектные работы по вопросам сооружения геотермальных и гидроэлектростанций. В марте 1981 года при участии Франции, Италии, Мексики, Латиноамериканской организации по энергетике и Центральноамериканского банка началось строительство геотермальной электростанции мощностью 35 тыс. кВт у подножия вулкана Момотомбо (общей стоимостью 60 млн долларов США). 27 августа 1983 года в строй была введена первая очередь ГеоТЭС, только за первый год её работы экономия средств составила 16 млн долларов.
В дальнейшем, положение в энергетике осложнила установленная США экономическая блокада страны (так как оборудование на электростанциях страны было выпущено в США) и начавшаяся война с «контрас».
В 1982 году производство электроэнергии в стране составляло 988 млн. кВт*ч.
23 сентября 1983 года в 06:00 прилетевший с территории Коста-Рики самолёт T-28 без опознавательных знаков обстрелял ракетами ТЭС «Никарао» (вырабатывавшую 50% электроэнергии в стране) и склад химического завода «Индукиминаса», расположенные в 50 км от Манагуа. Серьёзного урона налёт не причинил, поскольку огонь с земли не позволил пилоту произвести прицельный залп.
4 апреля 1984 года "контрас" взорвали электростанцию в селении El Salto (департамент Селая), обеспечивавшую электричеством весь регион.
В 1984 году производство электроэнергии в стране составляло 1180 млн. кВт*ч.
В 1985 году при содействии СССР была завершена разработка схемы использования гидроэнергетических ресурсов реки Рио-Гранде-де-Матагальпа (где при участии СССР намечалось строительство гидроэлектростанции). В дальнейшем, советскими специалистами были выполнены работы по экспертизе технико-экономических обоснований строительства гидроэлектростанций "Мохолька" и "Копалар".
В 1986 году производство электроэнергии в стране составляло 1,06 млрд. кВт*ч.
19 марта 1987 года правительство США официально признало, что ЦРУ США предоставляет "контрас" детальную информацию об объектах гражданской инфраструктуры Никарагуа (в том числе, электроподстанциях), которые "контрас" должны были уничтожить.
В феврале 1988 года правительство Никарагуа было вынуждено ввести ограничения в снабжении электроэнергией. Причинами стали нехватка запасных частей для ремонта электростанций (приобрести которые было невозможно в связи с экономической блокадой страны) и диверсии «контрас» на линиях электропередач, по которым осуществлялись поставки электроэнергии из Гондураса, Коста-Рики и Панамы.
22-23 октября 1988 года ураган «Джоан» нанёс значительный урон экономике страны. Были разрушены многие ЛЭП, но в дальнейшем началось их восстановление.
25 февраля 1990 года президентом страны стала Виолета Барриос де Чаморро, при поддержке США начавшая политику неолиберальных реформ, в результате которых в Никарагуа начался экономический кризис, сопровождавшийся деиндустриализацией (одной из реформ была приватизация энергетической системы страны).
В октябре 1992 года правительство Чаморро объявило о повышении налога с продаж с 10 до 15 % и увеличило на 15 % тарифы на электроэнергию и телефонную связь. 
5 ноября 2006 года президентом страны стал Даниэль Ортега. В январе 2007 года он восстановил министерство энергетики (Ministerio de Energía y Minas), 23 февраля 2007 года Никарагуа присоединилась к Боливарианскому альянсу, и импорт нефти из Венесуэлы полностью обеспечил потребности страны в топливе.
В сентябре 2007 года значительный урон экономике страны нанёс ураган "Феликс" (особенно сильно был разрушен город Пуэрто-Кабесас).
В 2010 году была введена в эксплуатацию ТЭС «Solidaridad», построенная при участии Венесуэлы.
В 2010 году производство электроэнергии в стране составляло 3,58 млрд. кВт·ч (из них 67,4% произвели на ТЭС, около 16% – на ГЭС, 9,6% – на ГеоТЭС и около 7% - иными способами, в основном путём сжигания отходов переработки сахарного тростника).
В 2012 году на реке Рио-Гранде-де-Матагальпа в автономном округе Атлантико-Сур началось строительство ГЭС «Tumarín».
17 августа 2016 года на нефтеперерабатывающем заводе в Пуэрто-Сандино на тихоокеанском побережье страны (с 2011 года находившемся в собственности зарегистрированной в Швейцарии компании "Puma Energy") начался пожар, который продолжался больше четырёх дней. Сгорели два резервуара с сырой нефтью ёмкостью 144 тыс. баррелей.
В октябре 2017 года Никарагуа присоединилась к Парижскому соглашению о климате 2015 года.
В январе 2022 года был подписан меморандум о сотрудничестве между Никарагуа и Ираном (который предусматривает развитие торгово-экономических отношений и кооперацию в сфере энергетики).

## Современное состояние

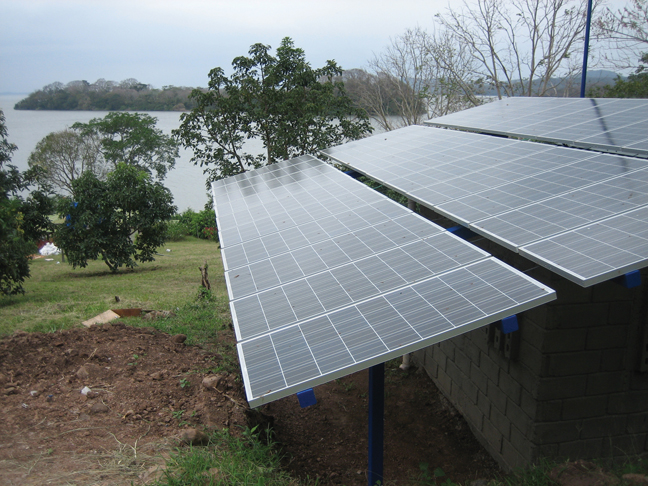
солнечные батареи в Никарагуа (март 2009)

Основная часть электроэнергии производится на мазутных и дизельных ТЭС. Крупнейшие ТЭС расположены в районе столицы: «Nicaragua» (мощность 106 МВт), «Managua» (60 МВт); «Solidaridad» в г. Нагароте (в 45 км к северо-западу от столицы, мощность 54 МВт). Также ТЭС действуют в городах Коринто («Corinto», 74 МВт), Типитапа («Tipitapa», 52 МВт) и др..
Основные ГЭС находятся в департаменте Леон – «Centroamérica» (на озере Апанас, 50 МВт) и «Santa Barbara» (54 МВт; в пределах речной системы Тума – Рио-Вьехо); имеется также ряд небольших ГЭС (в департаменте Чинандега существуют две ГЭС общей установленной мощностью 98 МВт).
Крупнейшая ГеоТЭС – «Momotombo» (70 МВт), ещё одна небольшая ГеоТЭС функционирует в районе Сан-Хасинто-Тисате.
В департаменте Ривас есть две ветроэлектростанции общей мощностью 80 МВт ("Amayo I" и "Amayo II").